# Натанаел Батиста Пимиента
Натанаел Батиста Пимента (на португалски: Natanael Batista Pimenta) е бразилски футболист, ляв защитник. Роден е на 25 декември 1990 г. в Куяба, Бразилия. От 29 юли 2015 г. е състезател на Лудогорец (Разград) .

## Кариера
Натанаел прави своя дебют при мъжете с Операрио МТ през 2009 година. Следва кратък период в Сера ФК, след което той се присъединява към клуба на родния си град Куяба. На 19 декември 2013 подписва договор с елитния Атлетико Паранаенсе, с който записва общо 44 мача и играе в Копа Либертадорес. На 29 юли 2015 г. е закупен от Лудогорец Разград за 1,37 милиона евро .

### „Лудогорец"
Дебютира в Б ПФГ на 8 август 2015 г. в срещата Лудогорец II-Верея 1-1 . Дебютира в А ПФГ на 16 август 2015 г. при домакинската победа в Разград срещу Локомотив (Пловдив) с 1-0 . Отбелязва първия си гол за „Лудогорец" на 28 септември 2016 г. в мач от груповата фаза на Шампионската лига при домакинската загуба с 1-3 от Пари Сен Жермен . Отбелязва първия си гол в среща за купата на България на 25 октомври 2016 г. при победата над ФК Монтана с 4-0 . Отбелязва първия си гол в ППЛ на 5 май 2017 г. при победата над Локомотив (Пловдив) с 3-0 в Пловдив .

## Успехи

### „Лудогорец"
- Шампион на A ПФГ: 2015-2016, 2016-2017, 2017-18
- Суперкупа на България: 2018